# Kosoluhiwka
Der ukrainische Ort Kosoluhiwka (ukrainisch Козолугівка) geht auf das russlandmennonitische Dorf Rückenau zurück.

## Rückenau
Der Ort wurde 1811 am Südufer des Kuruschan, an der Mündung des Begim-Tschokrak in diesen, angelegt. Die Dorfstraße folgte dem Fluss und umschrieb damit eine leichte Biegung. Die ersten zehn Bauernhöfe befanden sich auf der nördlichen Straßenseite, wobei sie der Fluss durchströmte. Später wurde der Fluss im Osten des Dorfes gestaut, um Überflutungen zu verhindern. Auf der südlichen Seite der Dorfstraße befanden sich verschiedene kommunale Einrichtungen. Der Dorfname bezieht sich auf einen Ort in Preußen. Acht der Siedlerfamilien kamen aus Westpreußen zwei aus der Pfalz. Lange konnte im Norden des Dorfs keine Landwirtschaft betrieben werden,  und es wurde auch keine festen Häuser gebaut. Schließlich besserten sich die Verhältnisse. 1844 wurde eine Schule erbaut und im Süden des Dorfes ein Wald gepflanzt. 1869 verzeichnete man 14 Vollwirtschaften, 12 Halbwirtschaften und 34 Kleinwirtschaften Das Dorf hatte ein Wirtshaus, das später zu einer Kirche der Mennonitenbrüder umgenutzt wurde. 1908 gab es eine Windmühle, eine motorisierte Mühle, einen Kaufladen, und eine Gießerei.  Es lebten 408 Menschen im Dorf. 1928 zerstörte ein schwerer Sturm Teile des Dorfes,  1930 wurde das Dorf Teil der Kolchose Ernst Thälman. Zahlreiche Wirtschaftsgebäude, auch Wohnhäuser wurden abgebrochen. Die Gemeinde gehörte zum Kirchspiel Margenau. Im Jahr 1941 wurden 83 Menschen deportiert.

## Kirche der Mennonitenbrüder
Der bis heute erhaltene Bau stammt von 1883, nachdem seit 1869 das Wirtshaus als Kirche genutzt worden war. Das Gebäude war parallel zur Straße ausgerichtet. Der Grundriss entsprach dem preußischen Bethaus mit Kanzel und Altar an der der Straße zugewandte Nordwand. Die gemauerten Außenwände waren verputzt und geweißelt. Das Walmdach hatte eine grüne Metalloberfläche 1908 wurde die Kirche saniert, wobei Kanzel und Altar an die westliche Wand verlegt wurden.

## Altenheim
Das 1895 gestiftete Altenheim  war für 15 Personen ausgelegt und ist heute ein Wohnhaus. Das Backsteindekor an Fenstern und Ecken ist noch erhalten.